# Luigi Giussani
Luigi Giovanni Giussani (Desio, 15 de outubro de 1922 — Milão, 22 de fevereiro de 2005) foi um padre católico, educador e intelectual italiano. Foi também o fundador do movimento católico de Comunhão e Libertação.

## Biografia
Muito jovem, entrou no seminário diocesano de Milão, prosseguindo os estudos e, por fim, completando-os na Faculdade Teológica de Venegono. São anos de estudo intenso e de grandes descobertas.
Os anos do nascimento de Juventude Estudantil (JE). De 1964 a 1990 será professor catedrático de Introdução à Teologia na Universidade Católica do Sagrado Coração em Milão.
É fundador da Fraternidade de Comunhão e Libertação e da associação eclesial Memores Domini. Dirigiu, desde 1993, a colecção “Os livros do espírito cristão” para uma das mais importantes casas editoras italiana, la Rizzoli Rcs. Dirigiu, desde 1997, a colecção discográfica “Spirto gentil” que goza de um notável sucesso.
Em 1995 foi-lhe atribuído o Prémio Internacional Cultura Católica. Foi autor de numerosos ensaios que foram traduzidos em diversas línguas. Sobre eles, já se formaram centenas de milhares de jovens e adultos.

## Escritos
Um exemplo interessante daquilo que escreveu: "Sem o reconhecimento do Mistério presente, a noite avança, a confusão avança e - assim, a nível da liberdade - a rebelião avança, ou a desilusão enche de tal modo a medida que é como se não se esperasse mais nada e vive-se sem já desejar nada. A partir do Mistério da Ressurreição de Cristo, uma luz nova invade o mundo e disputa palmo a palmo o terreno com a noite".

## Obras
- Passos de experiência cristã. São Paulo: Companhia Ilimitada, 1993
- Em busca do rosto do homem. São Paulo: Companhia Ilimitada, 1996
- O Sentido de Deus e o Homem Moderno. Lisboa: DIEL, 1997
- O senso de Deus e o homem moderno. Rio de Janeiro: Nova Fronteira, 1997
- É possível viver assim?. Rio de Janeiro: Nova Fronteira, 1998
- Comunhão e Libertação. Um movimento na Igreja. São Paulo: Litterae Communionis, 1999
- O Sentido Religioso. Lisboa: Verbo, 2000
- O senso religioso. Rio de Janeiro: Nova Fronteira, 2000
- O eu, o poder, as obras. São Paulo: Cidade Nova, 2001
- Toda a terra deseja o Teu rosto. Apelação, PAULUS, 2002
- Na origem da pretensão cristã. Lisboa: Verbo, 2003
- Realidade e juventude. O desafio. Lisboa: DIEL, 2003
- Na origem da pretensão cristã. Rio de Janeiro: Nova Fronteira, 2003
- Acontecimento de LIberdade. Lisboa: DIEL, 2004
- Porquê a Igreja. Lisboa: Verbo, 2004
- Educar é um risco. São Paulo: EDUSC, 2004
- Por que a Igreja - Terceiro volume do PerCurso. Rio de Janeiro: Ed. Nova Fronteira, 2004
- Decisão para a existência. Lisboa: DIEL, 2005
- Educar é um risco. Lisboa: DIEL, 2006
- O milagre da hospitalidade. São Paulo: Companhia Ilimitada, 2006
- É possível viver assim?. São Paulo: Companhia Ilimitada, 2008
- O senso religioso. Brasília: Universa, 2009
- Porquê a Igreja, Coimbra: Edições Tenacitas, 2017